# خليل مسيحة

خليل مسيحه

الدكتور خليل مسيحه جرجس (1924-1998) عالم مصري من مواليد القاهرة 1924 وكان يعمل كطبيب وفنان تشكيلي، وأستاذ للتشريح بكليات الفنون الجميلة بجامعه حلوان ومعهد السينما، عالم وباحث في الآثار المصرية القديمة والآثار القبطية والمستشار العلمي لشركه أكابى مصر للادويه والأستاذ بمعهد الدراسات القبطية ومحاضر وعضو العديد من الهيئات والجمعيات العلمية بمصر والخارج.

## المؤهلات التي حصل عليها
- دبلوم فنون جميلة (جرافيك) - كليه الفنون الجميلة/ القاهرة 1948
- بكالوريوس طب وجراحه - كليه طب القصرالعينى / القاهرة
- دراسات عليا أثار مصرية - المعهد العالي للآثار المصرية 1973
- ماجستير فنون جميلة جرافيك - كليه الفنون الجميلة/ القاهرة 1980
- دبلوم أثار قبطية - المعهد العالي للدراسات القبطية 1990
- دكتوراه أثار "تأثير الطب الفرعوني في الطب المصري من القرن 3ق.م إلى القرن 6 بعد الميلاد 1992.

## المناصب التي شغلها
- تدريس الفنون بوزارة التعليم من 1948 - 1984
- تدريس التشريح للفنانين منذ عام 1962 بكليات الفنون الجميلة والتطبيقية والمعهد العالى للسينما
- مدير متحف تاريخ الطب والصيدلة (بقصر سكاكيني /الظاهر) في المدة من 1978 - 1983.
- ممارسه الطب الباطني (عيادة حره) منذ التخرج من كليه طب القصر العيني وحتى عام 1990.

## التقديرات والميداليات التي حصل عليها
- الميدالية البرونزية للفنون الجميلة 1956 - لشباب الجامعات بالاسكندريه
- الميدالية الفضية «الجائزة الأولى لنماذج الطائرات النفاثة» لنادي نماذج الطائرات الملكي عام 1950 (ونشر عن الفائز في مقاله بجريده الأهرام)
- “Order of Merit “ from The World Aerospace Education Organization U.S.A. 1979 (October)
- «شهادة تقدير» من وزاره الطيران عام 1977
- «نوط التقدير» من الندوة القومية الأولى لتاريخ العلوم عند العرب- جامعه بغداد - العراق فبراير 1989.

## مؤلفاته التي تم نشرها
- (1) أطلس تشريح الإنسان (الجزء الأول) باللغتين العربية والانجليزيه 1969
- (2) «التشريح للفنانين» جزء أول وجزء ثان - الطبعة الأولى باللغة العربية- 1987
- (3) «مبادئ علم الموجه الذاتية» باللغة العربية - 1985
- (4) "Your First Steps in Dowsing " 1989, U.S.A.
- (5) Saqqara and Memphis 1987, Cairo

كما قام بكتابه العديد من المؤلفات إلي لم تنشر حتى اليوم في عشرات المجالات ومنها على سبيل المثال لا الحصر:-
- موسوعة عن الطيور المصرية
- لمحات من الطب المصري القديم
- العلاج بالزيوت والعطور
- قصه أول نموذج طائرة في التاريخ
- أكسير الحياة (رواية)
- مملكة النور والظلام (رواية)
- ديوان القصائد المبهجه (أشعار وزجل)
- الهرم الأكبر والبندول الفرعوني

## أهم ابحاثه في الاثار المصرية القديمة والحضارة القبطية
- -الكشف عن نموذج الطائرة المصرية القديمة والذي أعلن عام 1972 [1]
- -البحث عن الغرفة السرية لدفن خوفو عام 1967
- -بحث رائد عن ادوات الجراحة المصرية والكشف عن آلة التربنة وجراحة المخ في مصر القديمة.
- -الكشف عن وجود غرف وفراغات جديدة تحت وامام تمثال أبو الهول الكبير بالجيزة.[2]

وقد كتب العديد من المقالات التي نشرتها له جريدة وطني الاسبوعية في مصر، كما كان من كتاب الموسوعات العلمية ومنها موسوعة من تراث القبط التي نشرت في ستة مجلدات عام 2005. ثم كشفه عن موقع كنيسة تل اتريب بدلتا مصر. وقد كتب أيضا عن سر التحنيط عند الفراعنة وكيفية علاج المومياوات المصرية المعرضة للتلف ومن ابحاثه الهامة أيضا بحثه عن غرف وفراغات تحت أبو الهول الكبير بهضبة الاهرام

## أهم ابحاثه في الطب والطب المكمل
كان رائدا من رواد الطب المكمل في مصر وكان من أوائل من درسوا العلاج بالهوموباثي أو العلاج بالمثلية ويظهر هذا من مذكراته العلمية التي تعود لعام 1962، وقد قان بتطوير اسالوب ونحضير الادوية في علم الهوموباثي بحيث أن التحضيرا التي قام بها كانت تخلو تقريبا من المواد الكيميائية وكان يعتبرها من اكتشافات القرن الواحد والعشرون، كما أنه كان من أوائل الاطباء الذي مارسوا العلاج بالإبر الصينية في مصر عام 1970، وكان أيضا من رواد العمل في علم الموجة الذاتية في مصر والعالم، وفي عام 1967 اجري تجارب علي بذور النباتات التي وضعها داخل الهرم الأكبر ثم قام بزراعتها ليثبت تاثير الشكل الهرمي المتميز علي الخلايا الحية وقد اثبت ان المجسمات الهندسية في إمكانها ان تؤثر علي الخلايا الحية وذلك في بحث مسجل في وزراة البحث العلمي في مصر.
كما قام بتصحيح مخطوط طبي عربي وكان أول من كتب مخطوط طبي عن ادوات الجراحة في مصر القديمة.
كما كان أول من كشف عن آلة التربنة البرونزية التي تستخدم في جراحة المخ عند الفراعنة.

## إنتاجه كفنان تشكيلي
أنتج الدكتور خليل بصفته فنان تشكيلي العديد من الأعمال الفنية في صورة لوحات بالباستيل والاكواريل والفحم كما أن له أعمال فنية رائعة في الحفر، لكن الكثير من أعماله الفنية لم تنشر، وكان أيضا يقوم برسم كتب الجراحة التي يدرسها طلبة كليات الطب في وقت لم تكن هناك تسهيلات للتصوير في غرف العمليات
كما كان رائدا في رسم كروت المعايدة في عيد الميلاد التي كان يرسلها لاصدقائه في دول العالم وكان من ابداعاته التجديد في الفن القبطي.

## وصلات خارجية
Coptic Medical Society